# Megyehíd
Megyehíd is een plaats (község) en gemeente in het Hongaarse comitaat Vas. Megyehíd telt 320 inwoners (2001).